# Krzyż Wojenny (Grecja)
Krzyż Wojenny (gr. Πολεμικός Σταυρός, Polemikos Stauros) – greckie odznaczenie wojskowe ustanowione trzykrotnie w 1917, 1940 i 1974.

## Historia i charakterystyka
Pierwszy Krzyż Wojenny, inspirowany francuskim odpowiednikiem, ustanowiono 28 lutego 1917 jako nagroda za heroizm podczas wojny, nadawana zarówno Grekom, jak i obcokrajowcom.
Drugi Krzyż Wojenny został ustanowiony 11 listopada 1940, wkrótce po najeździe wojsk włoskich na Grecję, jako wyróżnienie dla członków sił zbrojnych za bohaterskie czyny bojowe. Podczas II wojny światowej był nadawany greckim i obcym wojskowym za bohaterstwo na polu walki. Odznaczenie to przyznano wielu oficerom i żołnierzom alianckim biorącym udział w walkach w Grecji. Nadawano go także za bohaterstwo w walce podczas greckiej wojny domowej w latach 40. XX w. 
Po zniesieniu monarchii w latach 70. XX w. odznaczenie, pozbawione symboli monarchistycznych, zostało przejęte przez władze republikańskie i od 1974 jest nadawane do dziś.

## Podział
Odznaczenie dzieli się na trzy klasy/stopnie. 
- I klasa – złoty krzyż (z palmą na wstążce/baretce),
- II klasa – srebrny krzyż (z gwiazdką na wstążce/baretce),
- III klasa – brązowy krzyż (bez oznaczeń na wstążce/baretce),

w latach 1940-1974 były to:
- I klasa – krzyż ze złotą koroną,
- II klasa – krzyż ze srebrną koroną,
- III klasa – krzyż z brązową koroną[1],

a od 1974 jest:
- I klasa – krzyż ze złotym herbem,
- II klasa – krzyż ze srebrnym herbem,
- III klasa – krzyż z brązowym herbem[2].

## Wygląd odznaczenia
Pierwsza wersja z 1917 miała wygląd srebrnego krzyża złożonego z pionowego miecza skierowanego ostrzem do góry, położonego na wieńcu dębowym, który z kolei położono na poziomej tabliczce z mottem spartańskim "Η ΤΑΝ Η ΕΠΙ ΤΑΣ" (WRÓĆ DO DOMU z tarczą lub na tarczy). Poszczególne klasy/stopnie odznaczenia różniły się oznaczeniami umieszczanymi na wstążkach i baretkach, I klasa – palmę, II klasa – gwiazdkę, a III klasa – nic. Kolejne nadania oznaczano malutkimi gwiazdkami (mniejszymi niż przy II kl.). Krzyż wieszany był na czarnej wstążce z niebieskimi brzegami.
Odznaką Krzyża Wojennego od 1940 jest brązowy krzyż kawalerski z lekko wklęsłymi bokami ramion i dwoma skrzyżowanymi mieczami, umieszczonymi pomiędzy jego ramionami. Pośrodku krzyża umieszczony jest medalion z herbem Grecji. Przed 1974 w tym miejscu znajdowały się dwie skrzyżowane litery gamma pod koroną, a pod nimi, w niektórych egzemplarzach, litera beta, stanowiące monogram króla Jerzego II (Γεώργιος Β΄), za panowania którego odznaczenie zostało ustanowione. W okresie monarchii (1940-1974) nad odznaką Krzyża Wojennego I klasy znajdowała się złota korona, srebrna dla klasy II i brązowa dla klasy III. Rewers odznaki był gładki z umieszczoną pośrodku datą 1940. 
W 1974 zastąpiono ją napisem ΕΛΛΗΝΙΚΗ ΔΗΜΟΚΡΑΤΙΑ (Republika Grecji). 
Wstążka odznaczenia jest koloru czerwonego z szerokim niebieskim pasem pośrodku. W okresie monarchii przy ponownym nadaniu przypinano do wstążki koronę. Poszczególne egzemplarze odznaczenia przyznawanego w okresie monarchii różnią się drobnymi elementami, w zależności od miejsca produkcji krzyży. Te wykonane podczas wojny przez firmę Spink and Son w Londynie są nieco mniejsze od oryginalnych greckich i posiadają płaską koronę typu brytyjskiego.
Od 1974, po usunięciu korony i inicjałów królewskich z medalionu krzyża, herb Grecji był umieszczony nad krzyżem w miejscu korony, a w medalionie umiejscowiono wieniec dębowy. Od 2003 klasę rozróżnia się na podstawie złotego, srebrnego lub brązowego herbu Grecji umieszczonego w medalionie odznaczenia. 
Poszczególne klasy/stopnie od 1974 oznaczane są na baretkach za pomocą metalowych gwiazdek, odpowiednio złotej, srebrnej lub brązowej.
| Kolejne wersje awersów Krzyża Wojennego |             |              |
| 1917 I kl.                              | 1917 II kl. | 1917 III kl. |
| 1940 I kl.                              | 1940 II kl. | 1940 III kl. |
| 1974 I kl.                              | 1974 II kl. | 1974 III kl. |
| 2003 I kl.                              | 2003 II kl. | 2003 III kl. |